# Кубок Украины по мини-футболу 1990
Кубок Украины по мини-футболу 1990 — первый розыгрыш национального кубка Украины по мини-футболу, состоявшийся с 10 по 13 октября 1990 года в Днепропетровске. Обладателем Кубка стал днепропетровский «Механизатор». 
Кубок разыграли восемь команд: «Механизатор» (Днепропетровск), «Фотоприбор» (Черкассы), «Кварц» (Керчь), «Синтез» (Кременчуг), «Маяк» (Харьков), ДХТИ (Днепропетровск), «Авангард» (Монастырище) и «Металлург» (Светловодск). Все матчи прошли в Днепропетровске. Обслуживали турнир арбитры из Днепропетровска, Запорожья и Кременчуга.
В четвертьфинальных матчах победы одержали «Механизатор», «Маяк», ДХТИ и «Фотоприбор». В полуфиналах «Механизатор» выиграл у «Маяка» со счётом 4:1, а ДХТИ у «Фотоприбора» — 4:2. Финальный матч со счётом 8:1 уверенно выиграл «Механизатор».
В составе «Механизатора» обладателями кубка стали Сергей Заровнятных, Михаил Уфимцев, Алексей Еременко, Игорь Лещук, Вячеслав Ильенко, Юрий Миргородский, Сергей Москалюк, Сергей Федоренко, Олег Зеликсон, Александр Москалюк и Игорь Рудольф. Помимо игроков вклад в победу команды внесли главный тренер Геннадий Шур, тренер Александр Мудренко, начальник команды Александр Хандрыга и администратор Юрий Мартыновченко.
Индивидуальные призы получили:
- лучший арбитр — Анатолий Малаховский,
- лучший вратарь — Игорь Лещук,
- лучший игрок — Сергей Усаковский,
- лучший бомбардир — Александр Москалюк (6 голов).